# Герб Каринтії
Герб Каринтії відповідає конституційному закону штату 11. Липня 1996 р., З яким була прийнята конституція землі Каринтія (Конституція Каринтії - K-LVG), ст. 6-й (2)
"[...] історичний герб. Щит національного герба розсічений на золото і червінь; у першій частині три чорні, червоноязикі та озброєні леви один над одним, у другій срібна балка. Шолом увінчаний шоломом з червоним підбитим золотом наметом, двому золотими рогами бика, на кожному з п'яти золотих паличок зправа мають по три чорних листків липи, а зліва - по три червоних лиски липи."
Сучасний блазон:
«Розсічений у золото і червінь має зправа три чорних з червоними язиками і озброєннями чорних левів і срібною балкою зліва. На коронованому шоломі з червоним підбитим золотом наметом два золотих роги буйвола, кожен з п’ятьма золотими паличками зовні, з трьома звисаючими чорними липовими листками праворуч та трьома червоними листками липи ліворуч."
Каринтський герб не увінчаний короною, як інші герби старих коронних земель, але показаний з шоломом та клейнодом. Каринтія - єдина федеральна земля, яка офіційно має великий герб - повний герб, з шоломом, клейнодом та покришками шоломів - і невеликий герб - щит, як такий на державному прапорі (Відень також має два варіанти герба).
Управління, використання та захист гербів та печаток регулюються законом 19 Червень 1985 р. Для захисту Каринтського герба та інших національних гербів держави Каринтія (Закон про Каринтський герб, LGBl. 69/1985), який реагує на дещо ліберальніший (Федеральний) Закон про герб 1984 року.

## Історія
Герб герцогства Каринтія виник у такому вигляді лише після того, як Бабенберги вимерли в 1246 році і спочатку був претензійним гербом. Герцог Ульріх III. був у першому шлюбі з вдовою, а в другому - з великою племінницею герцога Фрідріха II. Австрійського і на цій підставі пред'явив претензії на спадщину Бабенберга, яка застаріла після смерті герцога в 1269 році.
На гербі зображено трьох левів бічної лінії Медлінга Бабенбергів, а також австрійську балку. Ці леви дуже схожі на трьох левів Гогенштауфена (як сьогодні вони знову з’являються в гербі Баден-Вюртемберга). Штауфер і Бабенбергер були настільки тісно пов’язані між собою, що їх тоді вважали однією сім’єю.
За часів Габсбургів, особливо коли він був коронований, герб займав герцогський капелюх.
Каринтські Спонхаймери панували у ХІІ-му та ХІІІ-му столітті мали на гербі чорну пантеру на сріблі (або хутрі соболя чи горностая), що дуже схожа на герб Штирії. Чи використовувався він також як герб Каринтії, суперечливо. Через вплив Йожко Шавлі ця фігура викликала фурор як пантера Карантії з 1980-х років.

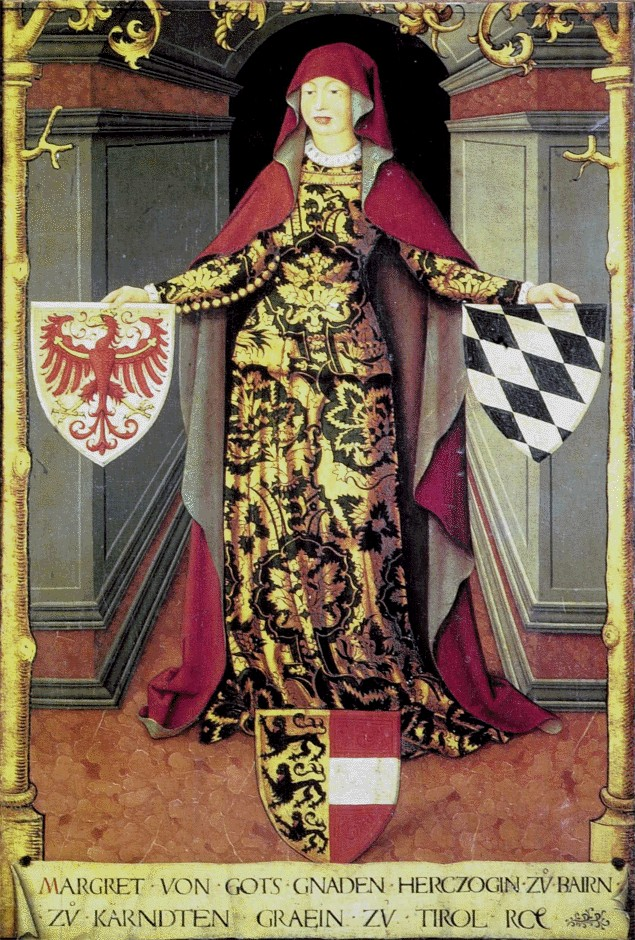
Маргарита Тирольська з каринтським гербом біля ніг (олійний живопис XVI ст.)
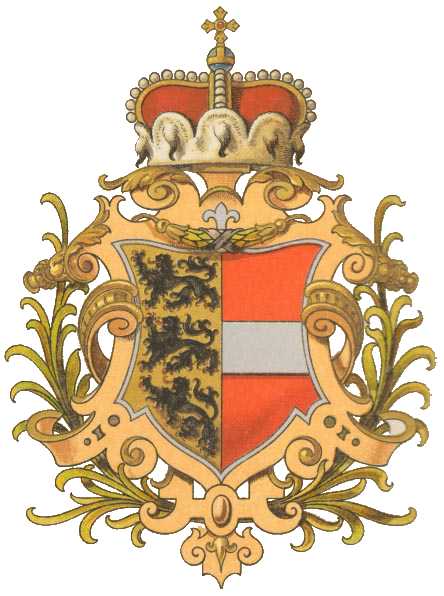
Герб герцогства Каринтія часів Австро-Угорської монархії

## Вебпосилання
- Історія Каринтського герба [Архівовано 30 січня 2020 у Wayback Machine.]